# Jean-François De Sart
Jean-François De Sart (Borgworm, 18 december 1961) is een Belgisch voormalige voetballer, later actief als voetbalcoach.
De Sart begon op jonge leeftijd te voetballen bij Club Luik. Eerst bij de jeugd, maar vanaf 1982 ook bij het A-elftal. De Sart was een echte man van de club want hij speelde elf seizoenen voor Club Luik, verdeeld over twee periodes.
De eerste periode begon in 1982 en eindigde in 1991, het jaar dat De Sart naar RSC Anderlecht trok. De centrale verdediger uit Luik had op dat moment nog maar één trofee op zijn erelijst staan, de Beker van België uit 1990. Bij Anderlecht verbleef De Sart twee seizoenen en speelde hij af en toe mee. In 1993 werd hij landskampioen met Anderlecht en trok hij na het seizoen terug naar Club Luik.
Daar speelde hij nog twee seizoenen zodat hij in totaal 11 seizoenen speelde voor de club uit Luik. In 1995 maakte hij een einde aan zijn carrière als voetballer bij de club waar het voor hem allemaal begon.
Na zijn carrière als voetballer werd De Sart o.a. bondscoach van het Belgisch voetbalelftal onder 21. Hij boekte succes op de Olympische Spelen 2008 in Peking door met de jonge Rode Duivels op de vierde plaats te eindigen. In februari 2010 werd hij de nieuwe assistent van Dominique D'Onofrio, trainer van Standard Luik.
In 2011 werd hij benoemd tot sportief directeur bij de Rouches. Hij zette dan ook een punt achter zijn loopbaan als beloftecoach van de nationale ploeg. De Sart werd voor die functie opgevolgd door Francky Dury.
Sinds eind november 2018 aangesteld in het directiecomité en raad van bestuur bij zijn oude liefde,Club Luik
Hij is de vader van voetballers Alexis en Julien De Sart.
1 Preud'homme ·
2 Gerets ·
3 Albert ·
4 Clijsters ·
5 Versavel ·
6 Emmers ·
7 Demol ·
8 Van der Elst ·
9 Degryse ·
10 Scifo ·
11 Ceulemans  ·
12 Bodart ·
13 Grün ·
14 Claesen ·
15 De Sart ·
16 De Wolf ·
17 Plovie ·
18 Staelens ·
19 Van Der Linden ·
20 De Wilde ·
21 Wilmots ·
22 Vervoort ·
Coach: Thys